# Stary ratusz w Ingolstadt

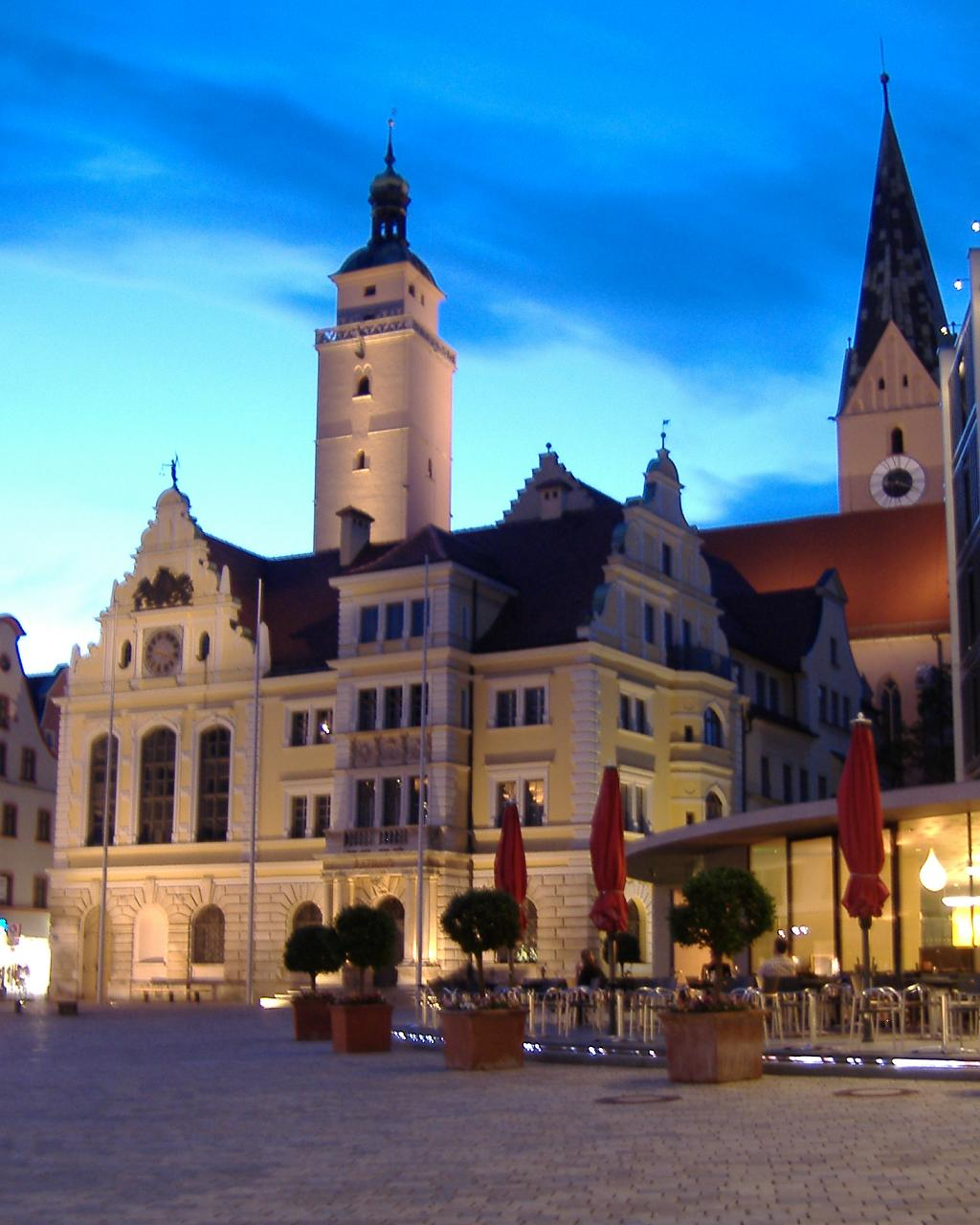
Stary ratusz w Ingolstadt; w głębi wieża Pfeifturm (po lewej) oraz Kościół św. Maurycego (po prawej)

Stary ratusz (niem: das Alte Rathaus) – zabytkowa budowla w centrum starego miasta w Ingolstadt w Bawarii, w Niemczech. Obecnie siedziba burmistrza miasta (niem. Oberbürgermeister) i m.in. miejskiego biura informacji turystycznej.
Najstarsze wątki murów w budowli pochodzą z XIV w. Przez następne kilka wieków stały tu domy mieszkalne. W latach 1882–1884 r. Gabriel von Seidl rozbudował grupę czterech z tych domów w malowniczą budowlę w stylu neorenesansowym o niezwykle urozmaiconej bryle, z przeznaczeniem na siedzibę władz miasta. W 1923 r. budynek częściowo przebudowano, a ostatnie rozleglejsze prace renowacyjne miały miejsce w 1984 r.
Nazwa „Stary ratusz” pojawiła się po 1960 r., kiedy to w bezpośrednim sąsiedztwie budynku, przy tym samym Placu Ratuszowym (niem. Rathausplatz) powstała nowoczesna budowla „Nowego” ratusza.